# Henk de Best
Hendrik (Henk) de Best (Amsterdam, 1 mei 1905 – aldaar, 6 juli 1978) was een amateurbokser uit Nederland, die in 1924 namens zijn vaderland deelnam aan de Olympische Spelen van Parijs.
Op die Olympische Spelen eindigde hij op de vierde plaats in het zwaargewicht. De gewichtsklasse 'zwaargewicht' wordt de koningsklasse van de bokssport beschouwd. Toentertijd was de zwaargewicht klasse de gewichtsklasse van 79,38 kilogram en zwaarder. De Best verloor in de halve finales van de Deen Søren Petersen, die uiteindelijk de zilveren medaille won.
- Bibliothèque nationale de France: cb170440347 (data)
- Virtual International Authority File: 25146574874138150641